# Mathieu Merle
Mathieu Merle (ook Matthieu Merle, Uzès, 1548 - 1584) was een Franse protestantse legeraanvoerder in de provincie Gévaudan tijdens de Hugenotenoorlogen.
Merle was kapitein van baron François Astorg de Peyre, die tijdens de Bartholomeusnacht in 1572 werd vermoord. Baron de Peyre was onder invloed van zijn echtgenote Marie de Crussol overgegaan op het protestantisme en ook Merle werd protestant. 
Merle leidde daarna de protestantse opstand in Gévaudan. Zijn aanval op Saint-Chély-d'Apcher in 1573 werd nog afgeslagen, maar Merle veroverde daarna Malzieu, Marvejols en Issoire. Ook na een vredesbestand van 1576 bleef Merle kastelen, kerken en kloosters plunderen. In 1577 trok hij met zijn troepen naar Montpellier om daar het leger van François de Coligny te ontzetten. Merle werd daar gewond door een schot van een haakbus. Hij hernam de strijd in 1578. Zijn aanval in augustus op Saint-Flour mislukte maar eind december 1579 wist hij door list de hoofdstad Mende in te nemen. Hij vernielde de kathedraal, liet de kerkklokken omsmelten en vermoordde katholieke geestelijken. Hij vertrok pas in juli 1581 nadat de Staten van Gévaudan hem een losgeld van 6.500 écu hadden betaald en honderd muilezels hadden geleverd waarmee hij zijn buit kon afvoeren. Hij verkreeg toen ook de rijke baronie Lagorce en gronden in Vivarais. Daarna trok Merle zich terug en hij overleed vermoedelijk in 1584.